# 2,3-dimethylpentan
2,3-Dimethylpentan je uhlovodík se vzorcem CH3–CH(CH3)–CH(CH3)–CH2–CH3, jeden z izomerů heptanu. Jedná se o bezbarvou hořlavou kapalinu, s hustotou menší než u vody.
2,3-Dimethylpentan je společně s 3-methylhexanem jedním ze dvou nejjednodušších chirálních alkanů; stereocentrum se nachází na prostředním uhlíku pentanového řetězce a jsou na něj navázány atom vodíku, methylová skupina, ethylová skupina, a isopropyl. Enantiomery tohoto uhlovodíku se označují (3R)-2,3-dimethylpentan a (3S)-2,3-dimethylpentan.

## Vlastnosti
Většina uvedených vlastností odpovídá racemickému 2,3-dimethylpentanu.
Teplota varu 89,7 °C je o 0,3 °C vyšší než hodnota 89,4 °C vypočtená podle Wienerova vzorce, kde se vychází ze struktury molekuly a teploty varu n-heptanu.
Rychlost zvuku o frekvenci 3 MHz činí 1149,5 m/s při 20 °C a 889,5 m/s při 80 °C.
Racemická směs má teplotu skelného přechodu kolem 123 K (−150 °C), ale nekrystalizuje, což je typické pro vysoce čisté opticky aktivní alkany.

## Příprava
2,3-Dimethylpentan se téměř nevyskytuje v syntetickém palivu vyrobeném z vodíku a oxidu uhelnatého Fischerovou–Tropschovou syntézou.
Čistou sloučeninu lze připravit reakcí Grignardova činidla sek-butylmagnesiumbromidu s acetonem za vzniku 2,3-dimethylpentan-2-olu, dehydratací tohoto alkoholu na 2,3-dimethylpent-2-en, a hydrogenací vzniklého alkenu.
2,3-Dimethylpentan tvoří okolo 2,4 % hmotnosti uhlovodíků vzniklé kondenzací methanolu při 200 °C za přítomnosti jodidu zinečnatého jako katalyzátoru (hlavní složkou směsi je izomer 2,2,3-trimethylbutan, tvořící téměř 50 %).